# Uruguay en la Copa América 2021
La selección de Uruguay fue uno de los 10 equipos participantes en la Copa América 2021, torneo continental que se llevó a cabo del 13 de junio al 10 de julio de 2021 en Brasil. Fue la cuadragésima quinta participación de Uruguay.
Uruguay estuvo en el Grupo A, de acuerdo a las políticas de esta edición, junto a Argentina, Bolivia, Chile y Paraguay.

## Preparación
El combinado uruguayo finalizó su participación en la Copa América 2019 en los cuartos de final, tras caer por medio de la definición por penales ante Perú, luego de igualar sin goles en los 90 minutos de juego. Previamente, había ganado el Grupo C con 7 unidades obtenidas al vencer al seleccionado de Ecuador por 4-0 y al de Chile por 1-0, y al empatar ante Japón por 2-2.
Entre los meses de septiembre y noviembre de 2019, Uruguay disputó seis encuentros amistosos, quedando invicto al conseguir tres triunfos y tres empates. En marzo de 2020, el cuadro charrúa debía disputar los dos primeros partidos de las eliminatorias para la Copa Mundial de 2022, ante Chile en Montevideo y frente a Ecuador en Quito; sin embargo, la pandemia de COVID-19 originada a fines de 2019 provocó que tales partidos fueran definitivamente postergados, al igual que la Copa América de Argentina y Colombia, la cual estaba originalmente prevista para mediados de 2020 y debió ser reprogramada para junio y julio de 2021.

### Amistosos previos
| Fecha                    | Lugar      | Competencia | Local          | Resultado | Visitante |
| ------------------------ | ---------- | ----------- | -------------- | --------- | --------- |
| 6 de septiembre de 2019  | San José   | Amistoso    | Costa Rica     | 1:2 (0:1) | Uruguay   |
| 10 de septiembre de 2019 | San Luis   | Amistoso    | Estados Unidos | 1:1 (0:0) | Uruguay   |
| 11 de octubre de 2019    | Montevideo | Amistoso    | Uruguay        | 1:0 (1:0) | Perú      |
| 15 de octubre de 2019    | Lima       | Amistoso    | Perú           | 1:1 (1:0) | Uruguay   |
| 15 de octubre de 2019    | Budapest   | Amistoso    | Hungría        | 1:2 (1:2) | Uruguay   |
| 18 de noviembre de 2019  | Tel Aviv   | Amistoso    | Argentina      | 2:2 (0:1) | Uruguay   |

### Eliminatorias para la Copa Mundial de 2022
| Fecha                   | Lugar        | Competencia   | Local     | Resultado | Visitante |
| ----------------------- | ------------ | ------------- | --------- | --------- | --------- |
| 8 de octubre de 2020    | Montevideo   | Eliminatorias | Uruguay   | 2:1 (1:0) | Chile     |
| 13 de octubre de 2020   | Quito        | Eliminatorias | Ecuador   | 4:2 (2:0) | Uruguay   |
| 13 de noviembre de 2020 | Barranquilla | Eliminatorias | Colombia  | 0:3 (0:1) | Uruguay   |
| 17 de noviembre de 2020 | Montevideo   | Eliminatorias | Uruguay   | 0:2 (0:2) | Brasil    |
| 3 de junio de 2021      | Montevideo   | Eliminatorias | Uruguay   | 0:0       | Paraguay  |
| 8 de junio de 2021      | Caracas      | Eliminatorias | Venezuela | 0:0       | Uruguay   |

## Plantel
| No.   | Pos.                     | Jugador                  | Fecha de nacimiento (edad)         | Apa.                     | Goles                    | Club                     |
| ----- | ------------------------ | ------------------------ | ---------------------------------- | ------------------------ | ------------------------ | ------------------------ |
| 1     | POR                      | Fernando Muslera         | 16 de junio de 1986 (34 años)      | 107                      | 0                        | Galatasaray              |
| 2     | DEF                      | José María Giménez       | 20 de enero de 1995 (26 años)      | 49                       | 7                        | Atlético de Madrid       |
| 3     | DEF                      | Diego Godín              | 16 de febrero de 1986 (35 años)    | 126                      | 8                        | Cagliari Calcio          |
| 4     | DEF                      | Ronald Araújo            | 7 de marzo de 1999 (22 años)       | 1                        | 0                        | F. C. Barcelona          |
| 5     | MED                      | Matías Vecino            | 24 de agosto de 1991 (29 años)     | 33                       | 3                        | Inter de Milán           |
| 6     | MED                      | Rodrigo Bentancur        | 25 de junio de 1997 (23 años)      | 18                       | 0                        | Juventus                 |
| 7     | MED                      | Nicolás de la Cruz       | 1 de junio de 1997 (24 años)       | 5                        | 0                        | River Plate              |
| 8     | MED                      | Nahitan Nández           | 28 de diciembre de 1995 (25 años)  | 22                       | 0                        | Cagliari Calcio          |
| 9     | DEL                      | Luis Suárez              | 24 de enero de 1987 (34 años)      | 106                      | 55                       | Atlético de Madrid       |
| 10    | MED                      | Giorgian De Arrascaeta   | 1 de junio de 1994 (27 años)       | 19                       | 2                        | Flamengo                 |
| 11    | DEF                      | Camilo Cándido           | 2 de junio de 1995 (26 años)       | 0                        | 0                        | Nacional                 |
| 12    | POR                      | Martín Campaña           | 29 de mayo de 1989 (32 años)       | 3                        | 0                        | Al-Batin                 |
| 13    | DEF                      | Giovanni González        | 20 de septiembre de 1994 (26 años) | 10                       | 0                        | Peñarol                  |
| 14    | MED                      | Lucas Torreira           | 11 de febrero de 1996 (25 años)    | 15                       | 0                        | Atlético de Madrid       |
| 15    | MED                      | Federico Valverde        | 22 de julio de 1998 (22 años)      | 22                       | 2                        | Real Madrid C. F.        |
| 16    | DEL                      | Brian Rodríguez          | 20 de mayo de 2000 (21 años)       | 10                       | 3                        | U. D. Almería            |
| 17    | DEF                      | Matías Viña              | 9 de noviembre de 1997 (23 años)   | 11                       | 0                        | Palmeiras                |
| 18    | DEL                      | Maximiliano Gómez        | 14 de agosto de 1996 (24 años)     | 11                       | 1                        | Celta de Vigo            |
| 19    | DEF                      | Sebastián Coates         | 7 de octubre de 1990 (30 años)     | 34                       | 1                        | Sporting de Lisboa       |
| 20    | DEL                      | Jonathan Rodríguez       | 6 de julio de 1993 (27 años)       | 14                       | 2                        | Cruz Azul                |
| 21    | DEL                      | Edinson Cavani           | 14 de febrero de 1987 (34 años)    | 109                      | 46                       | Manchester United        |
| 22    | DEF                      | Martín Cáceres           | 7 de abril de 1987 (34 años)       | 88                       | 4                        | Fiorentina               |
| 23    | POR                      | Sergio Rochet            | 23 de marzo de 1993 (28 años)      | 0                        | 0                        | Nacional                 |
| 24    | MED                      | Fernando Gorriarán       | 27 de noviembre de 1994 (26 años)  | 0                        | 0                        | Santos Laguna            |
| 25    | DEL                      | Facundo Torres           | 13 de abril de 2000 (21 años)      | 2                        | 0                        | Peñarol                  |
| 26    | DEL                      | Brian Ocampo             | 25 de junio de 1999 (21 años)      | 0                        | 0                        | Nacional                 |
| D. T. | Óscar Washington Tabárez | Óscar Washington Tabárez | Óscar Washington Tabárez           | Óscar Washington Tabárez | Óscar Washington Tabárez | Óscar Washington Tabárez |

## Participación

### Partidos
| Fecha       | Lugar          | Instancia        |           |                      | Resultado    |                     |          |
| ----------- | -------------- | ---------------- | --------- | -------------------- | ------------ | ------------------- | -------- |
| 18 de junio | Brasilia       | Fase de grupos   | Argentina | Bandera de Argentina | 1:0 (1:0)    | Bandera de Uruguay  | Uruguay  |
| 21 de junio | Cuiabá         | Fase de grupos   | Uruguay   | Bandera de Uruguay   | 1:1 (0:1)    | Bandera de Chile    | Chile    |
| 24 de junio | Cuiabá         | Fase de grupos   | Bolivia   | Bandera de Bolivia   | 0:2 (0:1)    | Bandera de Uruguay  | Uruguay  |
| 28 de junio | Rio de Janeiro | Fase de grupos   | Uruguay   | Bandera de Uruguay   | 1:0 (1:0)    | Bandera de Paraguay | Paraguay |
| 3 de julio  | Brasilia       | Cuartos de final | Uruguay   | Bandera de Uruguay   | 0:0 (2:4 p.) | Bandera de Colombia | Colombia |

### Primera fase - Grupo A

#### Posiciones
| Selección | Pts | PJ | PG | PE | PP | GF | GC | Dif |
| --------- | --- | -- | -- | -- | -- | -- | -- | --- |
| Argentina | 10  | 4  | 3  | 1  | 0  | 7  | 2  | +5  |
| Uruguay   | 7   | 4  | 2  | 1  | 1  | 4  | 2  | +2  |
| Paraguay  | 6   | 4  | 2  | 0  | 2  | 5  | 3  | +2  |
| Chile     | 5   | 4  | 1  | 2  | 1  | 3  | 4  | –1  |
| Bolivia   | 0   | 4  | 0  | 0  | 4  | 2  | 10 | –8  |

|  | Clasificados a los cuartos de final. |

#### Argentina vs. Uruguay
| Jornada 2; 18 de junio | Argentina     | 1:0 (1:0) | Uruguay | Estadio Mané Garrincha, Brasilia                                          |                                                                           |
| 21:00 (UTC-3)          | Rodríguez 13' | Reporte   |         | Asistencia: Sin espectadores Árbitro(s): Wilton Sampaio VAR: Wagner Reway | Asistencia: Sin espectadores Árbitro(s): Wilton Sampaio VAR: Wagner Reway |

| 23         | Guardameta     | Emiliano Martínez |       |
| 26         | Defensa        | Nahuel Molina     |       |
| 13         | Defensa        | Cristian Romero   |       |
| 19         | Defensa        | Nicolás Otamendi  |       |
| 8          | Defensa        | Marcos Acuña      |       |
| 7          | Centrocampista | Rodrigo de Paul   | 90+3' |
| 18         | Centrocampista | Guido Rodríguez   |       |
| 20         | Centrocampista | Giovani Lo Celso  | 52'   |
| 10         | Delantero      | Lionel Messi      |       |
| 22         | Delantero      | Lautaro Martínez  | 52'   |
| 15         | Delantero      | Nicolás González  | 70'   |
| Entrenador | Entrenador     | Lionel Scaloni    |       |

| 1          | Guardameta     | Fernando Muslera   |     |
| 13         | Defensa        | Giovanni González  | 70' |
| 2          | Defensa        | José María Giménez |     |
| 3          | Defensa        | Diego Godín        |     |
| 17         | Defensa        | Matías Viña        |     |
| 15         | Centrocampista | Federico Valverde  | 84' |
| 6          | Centrocampista | Rodrigo Bentancur  | 46' |
| 14         | Centrocampista | Lucas Torreira     | 64' |
| 7          | Centrocampista | Nicolás de la Cruz | 65' |
| 9          | Delantero      | Luis Suárez        |     |
| 21         | Delantero      | Edinson Cavani     |     |
| Entrenador | Entrenador     | Óscar Tabárez      |     |

| 16 | Delantero      | Joaquín Correa    | 52'   |
| 14 | Centrocampista | Exequiel Palacios | 52'   |
| 11 | Delantero      | Ángel Di María    | 70'   |
| 6  | Centrocampista | Germán Pezzella   | 90+3' |

| 8  | Centrocampista | Nahitan Nández     | 46' |
| 5  | Centrocampista | Matías Vecino      | 64' |
| 26 | Delantero      | Brian Ocampo       | 65' |
| 25 | Centrocampista | Facundo Torres     | 70' |
| 24 | Centrocampista | Fernando Gorriarán | 84' |

| Anotado | 13' | Guido Rodríguez | 1–0 |

| Amonestado | 48'   | Giovani Lo Celso  |
| Amonestado | 75'   | Emiliano Martínez |
| Amonestado | 90+1' | Joaquín Correa    |

| Amonestado | 62' | Lucas Torreira |
| Amonestado | 90' | Brian Ocampo   |

| Árbitro             | Wilton Sampaio |
| Árbitros asistentes | Danilo Manis   |
| Árbitros asistentes | Bruno Pires    |
| Cuarto árbitro      | Juan Soto      |
| VAR                 | Wagner Reway   |
| Adicional VAR       | Rafael Traci   |
| Asesor de árbitros  | Omar Ponce     |

| 23         | Guardameta     | Emiliano Martínez |       |
| 26         | Defensa        | Nahuel Molina     |       |
| 13         | Defensa        | Cristian Romero   |       |
| 19         | Defensa        | Nicolás Otamendi  |       |
| 8          | Defensa        | Marcos Acuña      |       |
| 7          | Centrocampista | Rodrigo de Paul   | 90+3' |
| 18         | Centrocampista | Guido Rodríguez   |       |
| 20         | Centrocampista | Giovani Lo Celso  | 52'   |
| 10         | Delantero      | Lionel Messi      |       |
| 22         | Delantero      | Lautaro Martínez  | 52'   |
| 15         | Delantero      | Nicolás González  | 70'   |
| Entrenador | Entrenador     | Lionel Scaloni    |       |

| 1          | Guardameta     | Fernando Muslera   |     |
| 13         | Defensa        | Giovanni González  | 70' |
| 2          | Defensa        | José María Giménez |     |
| 3          | Defensa        | Diego Godín        |     |
| 17         | Defensa        | Matías Viña        |     |
| 15         | Centrocampista | Federico Valverde  | 84' |
| 6          | Centrocampista | Rodrigo Bentancur  | 46' |
| 14         | Centrocampista | Lucas Torreira     | 64' |
| 7          | Centrocampista | Nicolás de la Cruz | 65' |
| 9          | Delantero      | Luis Suárez        |     |
| 21         | Delantero      | Edinson Cavani     |     |
| Entrenador | Entrenador     | Óscar Tabárez      |     |

| 16 | Delantero      | Joaquín Correa    | 52'   |
| 14 | Centrocampista | Exequiel Palacios | 52'   |
| 11 | Delantero      | Ángel Di María    | 70'   |
| 6  | Centrocampista | Germán Pezzella   | 90+3' |

| 8  | Centrocampista | Nahitan Nández     | 46' |
| 5  | Centrocampista | Matías Vecino      | 64' |
| 26 | Delantero      | Brian Ocampo       | 65' |
| 25 | Centrocampista | Facundo Torres     | 70' |
| 24 | Centrocampista | Fernando Gorriarán | 84' |

| Anotado | 13' | Guido Rodríguez | 1–0 |

| Amonestado | 48'   | Giovani Lo Celso  |
| Amonestado | 75'   | Emiliano Martínez |
| Amonestado | 90+1' | Joaquín Correa    |

| Amonestado | 62' | Lucas Torreira |
| Amonestado | 90' | Brian Ocampo   |

| Árbitro             | Wilton Sampaio |
| Árbitros asistentes | Danilo Manis   |
| Árbitros asistentes | Bruno Pires    |
| Cuarto árbitro      | Juan Soto      |
| VAR                 | Wagner Reway   |
| Adicional VAR       | Rafael Traci   |
| Asesor de árbitros  | Omar Ponce     |

#### Uruguay vs. Chile
| Jornada 3; 21 de junio | Uruguay    | 1:1 (0:1) | Chile      | Arena Pantanal, Cuiabá                                                   |                                                                          |
| 17:00 (UTC-4)          | Suárez 66' | Reporte   | Vargas 26' | Asistencia: Sin espectadores Árbitro(s): Raphael Claus VAR: Rafael Traci | Asistencia: Sin espectadores Árbitro(s): Raphael Claus VAR: Rafael Traci |

| 1          | Guardameta     | Fernando Muslera       |     |
| 13         | Defensa        | Giovanni González      | 46' |
| 2          | Defensa        | José María Giménez     |     |
| 3          | Defensa        | Diego Godín            |     |
| 17         | Defensa        | Matías Viña            | 85' |
| 5          | Centrocampista | Matías Vecino          | 81' |
| 15         | Centrocampista | Federico Valverde      |     |
| 7          | Centrocampista | Nicolás de la Cruz     | 46' |
| 10         | Centrocampista | Giorgian de Arrascaeta | 60' |
| 9          | Delantero      | Luis Suárez            |     |
| 21         | Delantero      | Edinson Cavani         |     |
| Entrenador | Entrenador     | Óscar Tabárez          |     |

| 1          | Guardameta     | Claudio Bravo       |     |
| 6          | Defensa        | Francisco Sierralta |     |
| 17         | Defensa        | Gary Medel          |     |
| 3          | Defensa        | Guillermo Maripán   | 38' |
| 4          | Centrocampista | Mauricio Isla       |     |
| 13         | Centrocampista | Erick Pulgar        |     |
| 20         | Centrocampista | Charles Aránguiz    |     |
| 2          | Centrocampista | Eugenio Mena        |     |
| 8          | Centrocampista | Arturo Vidal        | 69' |
| 11         | Delantero      | Eduardo Vargas      | 56' |
| 22         | Delantero      | Ben Brereton        | 69' |
| Entrenador | Entrenador     | Martín Lasarte      |     |

| 22 | Defensa        | Martín Cáceres     | 46' |
| 8  | Centrocampista | Nahitan Nández     | 46' |
| 25 | Delantero      | Facundo Torres     | 60' |
| 14 | Centrocampista | Lucas Torreira     | 81' |
| 20 | Delantero      | Jonathan Rodríguez | 85' |

| 5  | Defensa        | Enzo Roco         | 38' |
| 9  | Delantero      | Jean Meneses      | 56' |
| 19 | Centrocampista | Tomás Alarcón     | 69' |
| 24 | Delantero      | Luciano Arriagada | 69' |

| Anotado | 66' | Luis Suárez | 1−1 |

| Anotado | 26' | Eduardo Vargas | 0−1 |

| Amonestado | 13' | Federico Valverde |

| Amonestado | 19' | Francisco Sierralta |

| Árbitro             | Raphael Claus      |
| Árbitros asistentes | Christian Lescano  |
| Árbitros asistentes | Byron Romero       |
| Cuarto árbitro      | Guillermo Guerrero |
| VAR                 | Rafael Traci       |
| Adicional VAR       | Víctor Carrillo    |
| Asesor de árbitros  | Roberto Perassi    |

| 1          | Guardameta     | Fernando Muslera       |     |
| 13         | Defensa        | Giovanni González      | 46' |
| 2          | Defensa        | José María Giménez     |     |
| 3          | Defensa        | Diego Godín            |     |
| 17         | Defensa        | Matías Viña            | 85' |
| 5          | Centrocampista | Matías Vecino          | 81' |
| 15         | Centrocampista | Federico Valverde      |     |
| 7          | Centrocampista | Nicolás de la Cruz     | 46' |
| 10         | Centrocampista | Giorgian de Arrascaeta | 60' |
| 9          | Delantero      | Luis Suárez            |     |
| 21         | Delantero      | Edinson Cavani         |     |
| Entrenador | Entrenador     | Óscar Tabárez          |     |

| 1          | Guardameta     | Claudio Bravo       |     |
| 6          | Defensa        | Francisco Sierralta |     |
| 17         | Defensa        | Gary Medel          |     |
| 3          | Defensa        | Guillermo Maripán   | 38' |
| 4          | Centrocampista | Mauricio Isla       |     |
| 13         | Centrocampista | Erick Pulgar        |     |
| 20         | Centrocampista | Charles Aránguiz    |     |
| 2          | Centrocampista | Eugenio Mena        |     |
| 8          | Centrocampista | Arturo Vidal        | 69' |
| 11         | Delantero      | Eduardo Vargas      | 56' |
| 22         | Delantero      | Ben Brereton        | 69' |
| Entrenador | Entrenador     | Martín Lasarte      |     |

| 22 | Defensa        | Martín Cáceres     | 46' |
| 8  | Centrocampista | Nahitan Nández     | 46' |
| 25 | Delantero      | Facundo Torres     | 60' |
| 14 | Centrocampista | Lucas Torreira     | 81' |
| 20 | Delantero      | Jonathan Rodríguez | 85' |

| 5  | Defensa        | Enzo Roco         | 38' |
| 9  | Delantero      | Jean Meneses      | 56' |
| 19 | Centrocampista | Tomás Alarcón     | 69' |
| 24 | Delantero      | Luciano Arriagada | 69' |

| Anotado | 66' | Luis Suárez | 1−1 |

| Anotado | 26' | Eduardo Vargas | 0−1 |

| Amonestado | 13' | Federico Valverde |

| Amonestado | 19' | Francisco Sierralta |

| Árbitro             | Raphael Claus      |
| Árbitros asistentes | Christian Lescano  |
| Árbitros asistentes | Byron Romero       |
| Cuarto árbitro      | Guillermo Guerrero |
| VAR                 | Rafael Traci       |
| Adicional VAR       | Víctor Carrillo    |
| Asesor de árbitros  | Roberto Perassi    |

#### Bolivia vs. Uruguay
| Jornada 4; 24 de junio | Bolivia | 0:2 (0:1) | Uruguay                           | Arena Pantanal, Cuiabá                                                    |                                                                           |
| 17:00 (UTC-4)          |         | Reporte   | Quinteros 40' (a.g.) · Cavani 79' | Asistencia: Sin espectadores Árbitro(s): Alexis Herrera VAR: Wagner Reway | Asistencia: Sin espectadores Árbitro(s): Alexis Herrera VAR: Wagner Reway |

| 1          | Guardameta     | Carlos Lampe      |     |
| 14         | Defensa        | Moisés Villarroel | 46' |
| 2          | Defensa        | Jairo Quinteros   |     |
| 5          | Defensa        | Adrian Jusino     |     |
| 17         | Defensa        | Roberto Fernández | 74' |
| 16         | Centrocampista | Erwin Saavedra    |     |
| 6          | Centrocampista | Leonel Justiniano |     |
| 20         | Centrocampista | Ramiro Vaca       |     |
| 7          | Centrocampista | Juan Carlos Arce  | 68' |
| 25         | Delantero      | Jeyson Chura      | 46' |
| 11         | Delantero      | Rodrigo Ramallo   | 61' |
| Entrenador | Entrenador     | César Farías      |     |

| 1          | Guardameta     | Fernando Muslera       |     |
| 8          | Defensa        | Nahitan Nández         | 88' |
| 2          | Defensa        | José María Giménez     |     |
| 3          | Defensa        | Diego Godín            |     |
| 17         | Defensa        | Matías Viña            |     |
| 5          | Centrocampista | Matías Vecino          |     |
| 15         | Centrocampista | Federico Valverde      |     |
| 10         | Centrocampista | Giorgian de Arrascaeta | 73' |
| 7          | Centrocampista | Nicolás de la Cruz     | 61' |
| 21         | Delantero      | Edinson Cavani         |     |
| 9          | Delantero      | Luis Suárez            | 88' |
| Entrenador | Entrenador     | Óscar Tabárez          |     |

| 22 | Defensa        | Danny Bejarano  | 46' |
| 10 | Centrocampista | Henry Vaca      | 46' |
| 9  | Delantero      | Marcelo Martins | 61' |
| 21 | Centrocampista | Erwin Sánchez   | 68' |
| 19 | Defensa        | Enrique Flores  | 74' |

| 6  | Centrocampista | Rodrigo Bentancur | 61' |
| 25 | Delantero      | Facundo Torres    | 73' |
| 13 | Defensa        | Giovanni González | 88' |
| 16 | Delantero      | Maximiliano Gómez | 88' |

| Anotado · Autogol | 40' | Jairo Quinteros | 0–1 |
| Anotado           | 79' | Edinson Cavani  | 0–2 |

| Amonestado | 16' | Jeyson Chura  |
| Amonestado | 47' | Henry Vaca    |
| Amonestado | 81' | Erwin Sánchez |

| Árbitro             | Alexis Herrera   |
| Árbitros asistentes | Carlos López     |
| Árbitros asistentes | Jorge Urrego     |
| Cuarto árbitro      | Jesús Valenzuela |
| VAR                 | Wagner Reway     |
| Adicional VAR       | Juan Soto        |
| Asesor de árbitros  | Roberto Perassi  |

| 1          | Guardameta     | Carlos Lampe      |     |
| 14         | Defensa        | Moisés Villarroel | 46' |
| 2          | Defensa        | Jairo Quinteros   |     |
| 5          | Defensa        | Adrian Jusino     |     |
| 17         | Defensa        | Roberto Fernández | 74' |
| 16         | Centrocampista | Erwin Saavedra    |     |
| 6          | Centrocampista | Leonel Justiniano |     |
| 20         | Centrocampista | Ramiro Vaca       |     |
| 7          | Centrocampista | Juan Carlos Arce  | 68' |
| 25         | Delantero      | Jeyson Chura      | 46' |
| 11         | Delantero      | Rodrigo Ramallo   | 61' |
| Entrenador | Entrenador     | César Farías      |     |

| 1          | Guardameta     | Fernando Muslera       |     |
| 8          | Defensa        | Nahitan Nández         | 88' |
| 2          | Defensa        | José María Giménez     |     |
| 3          | Defensa        | Diego Godín            |     |
| 17         | Defensa        | Matías Viña            |     |
| 5          | Centrocampista | Matías Vecino          |     |
| 15         | Centrocampista | Federico Valverde      |     |
| 10         | Centrocampista | Giorgian de Arrascaeta | 73' |
| 7          | Centrocampista | Nicolás de la Cruz     | 61' |
| 21         | Delantero      | Edinson Cavani         |     |
| 9          | Delantero      | Luis Suárez            | 88' |
| Entrenador | Entrenador     | Óscar Tabárez          |     |

| 22 | Defensa        | Danny Bejarano  | 46' |
| 10 | Centrocampista | Henry Vaca      | 46' |
| 9  | Delantero      | Marcelo Martins | 61' |
| 21 | Centrocampista | Erwin Sánchez   | 68' |
| 19 | Defensa        | Enrique Flores  | 74' |

| 6  | Centrocampista | Rodrigo Bentancur | 61' |
| 25 | Delantero      | Facundo Torres    | 73' |
| 13 | Defensa        | Giovanni González | 88' |
| 16 | Delantero      | Maximiliano Gómez | 88' |

| Anotado · Autogol | 40' | Jairo Quinteros | 0–1 |
| Anotado           | 79' | Edinson Cavani  | 0–2 |

| Amonestado | 16' | Jeyson Chura  |
| Amonestado | 47' | Henry Vaca    |
| Amonestado | 81' | Erwin Sánchez |

| Árbitro             | Alexis Herrera   |
| Árbitros asistentes | Carlos López     |
| Árbitros asistentes | Jorge Urrego     |
| Cuarto árbitro      | Jesús Valenzuela |
| VAR                 | Wagner Reway     |
| Adicional VAR       | Juan Soto        |
| Asesor de árbitros  | Roberto Perassi  |

#### Uruguay vs. Paraguay
| Jornada 5; 28 de junio | Uruguay           | 1:0 (1:0) | Paraguay | Estadio Nilton Santos, Río de Janeiro                                    |                                                                          |
| 21:00 (UTC-3)          | Cavani 21' (pen.) | Reporte   |          | Asistencia: Sin espectadores Árbitro(s): Raphael Claus VAR: Wagner Reway | Asistencia: Sin espectadores Árbitro(s): Raphael Claus VAR: Wagner Reway |

| 1          | Guardameta     | Fernando Muslera       |     |
| 8          | Defensa        | Nahitan Nández         |     |
| 3          | Defensa        | Diego Godín            | 46' |
| 2          | Defensa        | José María Giménez     |     |
| 17         | Defensa        | Matías Viña            |     |
| 15         | Centrocampista | Federico Valverde      | 76' |
| 5          | Centrocampista | Matías Vecino          | 57' |
| 6          | Centrocampista | Rodrigo Bentancur      |     |
| 7          | Delantero      | Nicolás de la Cruz     |     |
| 21         | Delantero      | Edinson Cavani         | 68' |
| 10         | Delantero      | Giorgian de Arrascaeta | 67' |
| Entrenador | Entrenador     | Óscar Tabárez          |     |

| 1          | Guardameta     | Antony Silva       |     |
| 13         | Defensa        | Alberto Espínola   | 57' |
| 2          | Defensa        | Robert Rojas       |     |
| 6          | Defensa        | Junior Alonso      |     |
| 3          | Defensa        | Omar Alderete      |     |
| 18         | Centrocampista | Braian Samudio     | 73' |
| 23         | Centrocampista | Mathías Villasanti |     |
| 5          | Centrocampista | Gastón Giménez     | 73' |
| 11         | Centrocampista | Ángel Romero       |     |
| 10         | Delantero      | Miguel Almirón     | 33' |
| 9          | Delantero      | Gabriel Ávalos     | 57' |
| Entrenador | Entrenador     | Eduardo Berizzo    |     |

| 19 | Defensa        | Sebastián Coates | 46' |
| 22 | Defensa        | Martín Cáceres   | 57' |
| 25 | Delantero      | Facundo Torres   | 67' |
| 9  | Delantero      | Luis Suárez      | 68' |
| 14 | Centrocampista | Lucas Torreira   | 76' |

| 21 | Centrocampista | Óscar Romero    | 33' |
| 7  | Delantero      | Carlos González | 57' |
| 24 | Defensa        | David Martínez  | 57' |
| 14 | Centrocampista | Adrián Cubas    | 73' |
| 8  | Centrocampista | Richard Sánchez | 74' |

| Anotado · Penal | 21' | Edinson Cavani | 1–0 |

| Amonestado | 43' | Omar Alderete |
| Amonestado | 81' | Junior Alonso |

| Árbitro             | Raphael Claus       |
| Árbitros asistentes | Danilo Manis        |
| Árbitros asistentes | Bruno Pires         |
| Cuarto árbitro      | Guillermo Guerrero  |
| VAR                 | Wagner Reway        |
| Adicional VAR       | Christian Lescano   |
| Asesor de árbitros  | Emerson de Carvalho |

| 1          | Guardameta     | Fernando Muslera       |     |
| 8          | Defensa        | Nahitan Nández         |     |
| 3          | Defensa        | Diego Godín            | 46' |
| 2          | Defensa        | José María Giménez     |     |
| 17         | Defensa        | Matías Viña            |     |
| 15         | Centrocampista | Federico Valverde      | 76' |
| 5          | Centrocampista | Matías Vecino          | 57' |
| 6          | Centrocampista | Rodrigo Bentancur      |     |
| 7          | Delantero      | Nicolás de la Cruz     |     |
| 21         | Delantero      | Edinson Cavani         | 68' |
| 10         | Delantero      | Giorgian de Arrascaeta | 67' |
| Entrenador | Entrenador     | Óscar Tabárez          |     |

| 1          | Guardameta     | Antony Silva       |     |
| 13         | Defensa        | Alberto Espínola   | 57' |
| 2          | Defensa        | Robert Rojas       |     |
| 6          | Defensa        | Junior Alonso      |     |
| 3          | Defensa        | Omar Alderete      |     |
| 18         | Centrocampista | Braian Samudio     | 73' |
| 23         | Centrocampista | Mathías Villasanti |     |
| 5          | Centrocampista | Gastón Giménez     | 73' |
| 11         | Centrocampista | Ángel Romero       |     |
| 10         | Delantero      | Miguel Almirón     | 33' |
| 9          | Delantero      | Gabriel Ávalos     | 57' |
| Entrenador | Entrenador     | Eduardo Berizzo    |     |

| 19 | Defensa        | Sebastián Coates | 46' |
| 22 | Defensa        | Martín Cáceres   | 57' |
| 25 | Delantero      | Facundo Torres   | 67' |
| 9  | Delantero      | Luis Suárez      | 68' |
| 14 | Centrocampista | Lucas Torreira   | 76' |

| 21 | Centrocampista | Óscar Romero    | 33' |
| 7  | Delantero      | Carlos González | 57' |
| 24 | Defensa        | David Martínez  | 57' |
| 14 | Centrocampista | Adrián Cubas    | 73' |
| 8  | Centrocampista | Richard Sánchez | 74' |

| Anotado · Penal | 21' | Edinson Cavani | 1–0 |

| Amonestado | 43' | Omar Alderete |
| Amonestado | 81' | Junior Alonso |

| Árbitro             | Raphael Claus       |
| Árbitros asistentes | Danilo Manis        |
| Árbitros asistentes | Bruno Pires         |
| Cuarto árbitro      | Guillermo Guerrero  |
| VAR                 | Wagner Reway        |
| Adicional VAR       | Christian Lescano   |
| Asesor de árbitros  | Emerson de Carvalho |

### Cuartos de final

#### Uruguay vs. Colombia
| Cuartos de final; 3 de julio                                                        | Uruguay                          | 0:0 (2:4 p.)               | Colombia                        | Estadio Mané Garrincha, Brasilia                                               |                                                                                |
| 19:00 (UTC-3)                                                                       |                                  | Reporte                    |                                 | Asistencia: Sin espectadores Árbitro(s): Gil Manzano VAR: De Burgos Bengoetxea | Asistencia: Sin espectadores Árbitro(s): Gil Manzano VAR: De Burgos Bengoetxea |
|                                                                                     |                                  | Tiros desde el punto penal |                                 |                                                                                |                                                                                |
|                                                                                     | Cavani · Giménez · Suárez · Viña |                            | Zapata · Sánchez · Mina · Borja |                                                                                |                                                                                |
| Colombia avanzó a las semifinales tras ganar 4:2 en los tiros desde el punto penal. |                                  |                            |                                 |                                                                                |                                                                                |

| 1          | Guardameta     | Fernando Muslera       |     |
| 8          | Defensa        | Nahitan Nández         |     |
| 2          | Defensa        | José María Giménez     |     |
| 3          | Defensa        | Diego Godín            |     |
| 17         | Defensa        | Matías Viña            |     |
| 6          | Centrocampista | Rodrigo Bentancur      |     |
| 5          | Centrocampista | Matías Vecino          |     |
| 15         | Centrocampista | Federico Valverde      | 80' |
| 10         | Centrocampista | Giorgian de Arrascaeta | 68' |
| 21         | Delantero      | Edinson Cavani         |     |
| 9          | Delantero      | Luis Suárez            |     |
| Entrenador | Entrenador     | Óscar Tabárez          |     |

| 1          | Guardameta     | David Ospina     |     |
| 16         | Defensa        | Daniel Muñoz     |     |
| 13         | Defensa        | Yerry Mina       |     |
| 23         | Defensa        | Davinson Sánchez |     |
| 6          | Defensa        | William Tesillo  |     |
| 5          | Centrocampista | Wilmar Barrios   |     |
| 8          | Centrocampista | Gustavo Cuéllar  |     |
| 18         | Centrocampista | Rafael Borré     | 87' |
| 14         | Centrocampista | Luis Díaz        |     |
| 9          | Delantero      | Luis Muriel      | 67' |
| 7          | Delantero      | Duván Zapata     |     |
| Entrenador | Entrenador     | Reinaldo Rueda   |     |

| 25 | Delantero | Facundo Torres | 68' |
| 22 | Defensa   | Martín Cáceres | 80' |

| 28 | Delantero | Yimmi Chará  | 67' |
| 19 | Delantero | Miguel Borja | 87' |

|                    |                          | 0:1 | Acierto de penal | Duván Zapata     |
| Edinson Cavani     | Acierto de penal         | 1:1 |                  |                  |
|                    |                          | 1:2 | Acierto de penal | Davinson Sánchez |
| José María Giménez | Fallo de penal (atajado) | 1:2 |                  |                  |
|                    |                          | 1:3 | Acierto de penal | Yerry Mina       |
| Luis Suárez        | Acierto de penal         | 2:3 |                  |                  |
|                    |                          | 2:4 | Acierto de penal | Miguel Borja     |
| Matías Viña        | Fallo de penal (atajado) | 2:4 |                  |                  |

| Amonestado | 35' | Diego Godín |

| Árbitro             | Jesús Gil Manzano            |
| Árbitros asistentes | Diego Barbero                |
| Árbitros asistentes | Ángel Nevado                 |
| Cuarto árbitro      | Eber Aquino                  |
| VAR                 | Ricardo de Burgos Bengoetxea |
| Adicionales VAR     | José Luis Munuera Montero    |
| Adicionales VAR     | Milcíades Saldívar           |
| Asesor de árbitros  | Enrique Cáceres              |

| 1          | Guardameta     | Fernando Muslera       |     |
| 8          | Defensa        | Nahitan Nández         |     |
| 2          | Defensa        | José María Giménez     |     |
| 3          | Defensa        | Diego Godín            |     |
| 17         | Defensa        | Matías Viña            |     |
| 6          | Centrocampista | Rodrigo Bentancur      |     |
| 5          | Centrocampista | Matías Vecino          |     |
| 15         | Centrocampista | Federico Valverde      | 80' |
| 10         | Centrocampista | Giorgian de Arrascaeta | 68' |
| 21         | Delantero      | Edinson Cavani         |     |
| 9          | Delantero      | Luis Suárez            |     |
| Entrenador | Entrenador     | Óscar Tabárez          |     |

| 1          | Guardameta     | David Ospina     |     |
| 16         | Defensa        | Daniel Muñoz     |     |
| 13         | Defensa        | Yerry Mina       |     |
| 23         | Defensa        | Davinson Sánchez |     |
| 6          | Defensa        | William Tesillo  |     |
| 5          | Centrocampista | Wilmar Barrios   |     |
| 8          | Centrocampista | Gustavo Cuéllar  |     |
| 18         | Centrocampista | Rafael Borré     | 87' |
| 14         | Centrocampista | Luis Díaz        |     |
| 9          | Delantero      | Luis Muriel      | 67' |
| 7          | Delantero      | Duván Zapata     |     |
| Entrenador | Entrenador     | Reinaldo Rueda   |     |

| 25 | Delantero | Facundo Torres | 68' |
| 22 | Defensa   | Martín Cáceres | 80' |

| 28 | Delantero | Yimmi Chará  | 67' |
| 19 | Delantero | Miguel Borja | 87' |

|                    |                          | 0:1 | Acierto de penal | Duván Zapata     |
| Edinson Cavani     | Acierto de penal         | 1:1 |                  |                  |
|                    |                          | 1:2 | Acierto de penal | Davinson Sánchez |
| José María Giménez | Fallo de penal (atajado) | 1:2 |                  |                  |
|                    |                          | 1:3 | Acierto de penal | Yerry Mina       |
| Luis Suárez        | Acierto de penal         | 2:3 |                  |                  |
|                    |                          | 2:4 | Acierto de penal | Miguel Borja     |
| Matías Viña        | Fallo de penal (atajado) | 2:4 |                  |                  |

| Amonestado | 35' | Diego Godín |

| Árbitro             | Jesús Gil Manzano            |
| Árbitros asistentes | Diego Barbero                |
| Árbitros asistentes | Ángel Nevado                 |
| Cuarto árbitro      | Eber Aquino                  |
| VAR                 | Ricardo de Burgos Bengoetxea |
| Adicionales VAR     | José Luis Munuera Montero    |
| Adicionales VAR     | Milcíades Saldívar           |
| Asesor de árbitros  | Enrique Cáceres              |